# Kerbela
Kerbelāʾ o Kerbala, Karbalāʾ, Karbala,  Karbila (in arabo كربلاء‎?) è una città dell'Iraq, situata a circa 100 km a sud-ovest di Baghdad. Al tempo di al-Ḥusayn ibn ʿAlī il luogo era conosciuto come al-Ghadiriya, Naynawa e Shath al-Furat.
I musulmani sciiti considerano Kerbelāʾ forse la seconda città santa, seconda alla sola Najaf, ma anche l'islam sunnita la venera come città del martirio del nipote del profeta Muhammad .

## Geografia fisica
La città, che è il capoluogo del governatorato di Karbala, nel 2003 contava 541 758 abitanti, mentre un calcolo per il 2010 indica 520 178 abitanti.

## Storia
Nelle vicinanze di quello che all'epoca era un semplice villaggio senza alcuna importanza, il 10 ottobre 680 (10 muḥarram 61 dell'Egira) fu trucidato infatti con tutto il suo seguito familiare al-Ḥusayn ibn ʿAlī, secondogenito del quarto califfo ʿAlī ibn Abī Ṭālib e della figlia di Maometto, Fāṭima bint Muḥammad.
Tale episodio viene narrato dalla tradizione islamica come una battaglia ma, verosimilmente, fu una brutale carneficina in cui i caduti non ebbero la possibilità di contrapporre una credibile resistenza, visto lo spiegamento di truppe militari inviate dal Wali di Kufa, ʿUbayd Allāh b. Ziyād, incaricato dal Califfo omayyade Yazīd b. Muʿāwiya di fermare l'avanzata di al-Husayn sulla stessa Kufa, da cui sarebbe potuto partire un pericoloso movimento alide ostile al Califfo.

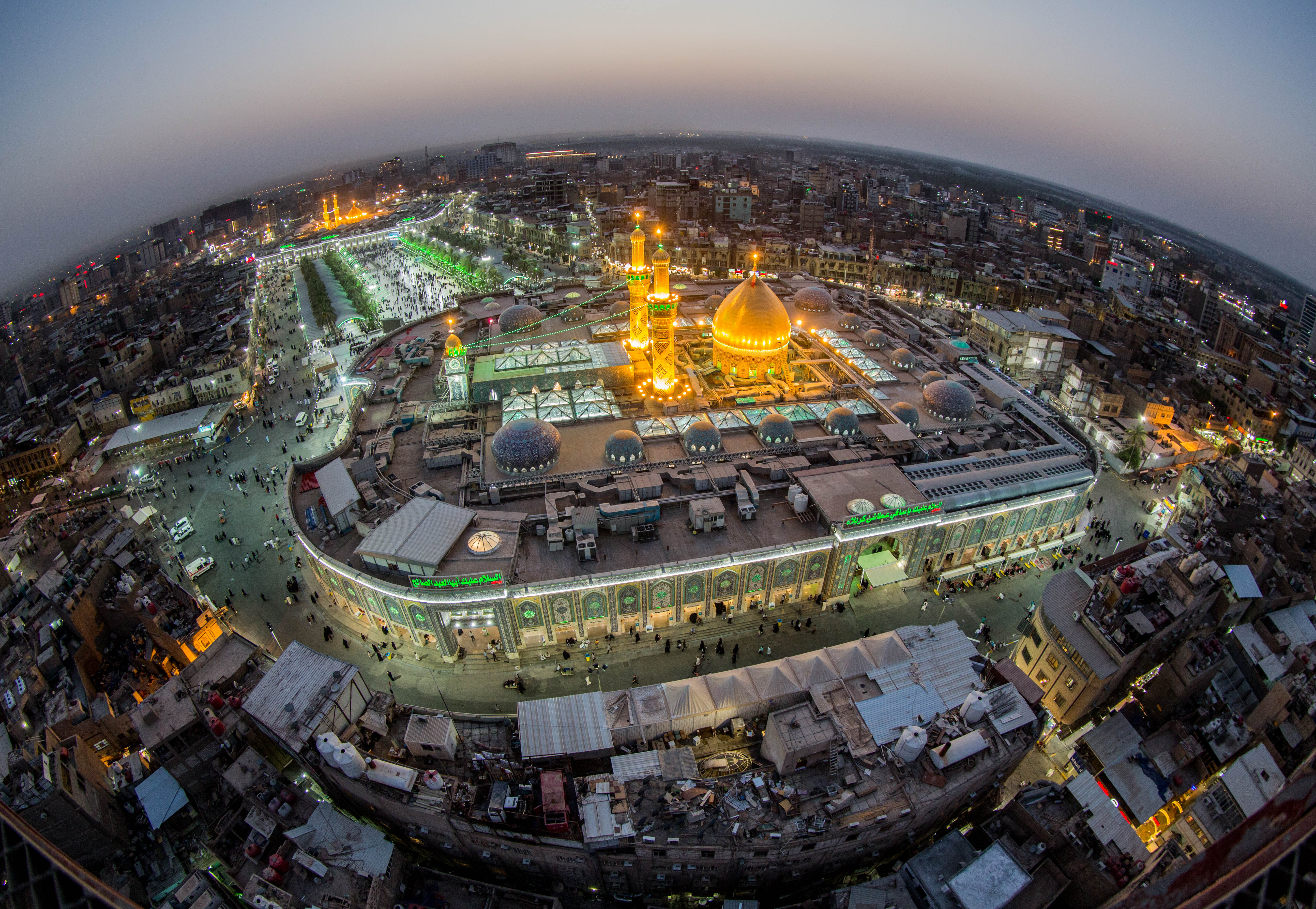
Veduta aerea del santuario dedicato ad al-al-Ḥusayn.

Sul luogo del martirio di al-Ḥusayn - considerato il terzo Imām dello Sciismo - fu eretto presto un santuario che, malgrado danneggiamenti, abbattimenti e riedificazioni nel corso dei secoli, è sempre stato considerato dai fedeli sciiti un luogo di particolare sacertà, inferiore solo alle Città Sante di Mecca e Medina, a Gerusalemme e alla città di Najaf (nell'attuale Iraq), dove si crede sia stato sepolto il padre di al-Husayn: ʿAlī ibn Abī Ṭālib, primo Imām dello sciismo.
Durante la guerra in Iraq, del marzo del 2003, la città, controllata dalle forze della II Divisione Al Medina della Guardia Repubblicana irachena, subì un attacco da parte della 3ª Divisione di Fanteria degli Stati Uniti mediante elicotteri Boeing AH-64 Apache, ma la reazione irachena costrinse gli americani a ritirarsi, con la quasi totalità degli elicotteri impiegati nell'attacco gravemente danneggiati.